# Nesopupa bacca
Nesopupa bacca é uma espécie de gastrópode  da família Pupillidae.
É endémica dos Hawaí.